# 聯邦屬地 (委內瑞拉)
聯邦屬地（西班牙語：Dependencias Federales）是委內瑞拉北部的一個行政單位，位於加勒比海上，由12個島嶼和群島組成。面積342.25平方公里，2013年，人口数为4400。首府格兰罗克。

## 下辖島嶼
1. 洛斯蒙赫斯群岛
2. 拉托爾圖加島
3. 拉索拉島
4. 濱海群島
5. 弗賴萊斯群島
6. 帕托斯岛
7. 羅克斯群島
8. 布蘭基亞島
9. 兄弟群島
10. 拉奧奇拉島
11. 拉斯阿韋斯群島
12. 阿韋斯島